# Schiffenensee
Der Schiffenensee (französisch Lac de Schiffenen) ist ein Stausee bei einem Wasserkraftwerk an der Saane im Schweizer Kanton Freiburg. Die Bezirke See, Sense und Saane grenzen an den See.

## Geschichte
Nachdem seit dem 19. Jahrhundert am Oberlauf der Saane bereits mehrere Wasserkraftwerke errichtet worden waren (Magere Au/Oelberg, Hauterive I, Lessoc, Montbovon, Hauterive II, Sanetsch), gaben die Freiburgischen Elektrizitätswerke (FEW, heute Teil von Groupe E) wegen des seit dem Zweiten Weltkrieg stetig steigenden Strombedarfs eine Studie über den Bau eines neuen Wasserkraftwerks am Fluss zwischen der Stadt Freiburg und der Kantonsgrenze zu Bern in Auftrag.
Es wurden die zwei Möglichkeiten geprüft, entweder die Saane im alten Flussbett zu belassen oder sie mindestens teilweise in den Murtensee umzuleiten. Die zweite Variante hätte zwar das Nutzgefälle um siebzig Meter vergrössert, jedoch den Abfluss in die Aare verkleinert und den bestehenden BKW-Kraftwerken bei Kallnach und Hagneck geschadet. Die FEW waren mit den zunächst vorgelegten Konzepten nicht zufrieden und liessen sie durch ein weiteres Planungsbüro überarbeiten. Schliesslich lagen zwei Projektvorschläge mit einer Gewichtsstaumauer in der Gegend von Pensier (5 km nördlich von Freiburg) sowie fünf weitere mit einer Bogenstaumauer bei der Ortschaft Schiffenen sechs Kilometer weiter flussabwärts vor. Eine Lösung an dieser Stelle, wo die schmale Saaneschlucht endet, bot mehrere Vorteile: die Anlage des grössten Staubeckens; die Anordnung des Kraftwerks mit den Schaltanlagen am Fusse der Staumauer; Verzicht auf einen Stollen; Vermeidung eines Konflikts mit dem Kanton Bern; alleinige Zuständigkeit der FEW.
Das Unternehmen beschloss die Ausführung des Kraftwerks mit einer Bogenstaumauer bei Schiffenen. Der Grosse Rat des Kantons Freiburg genehmigte das Projekt am 20. und 24. November 1959 und den Erwerb der Grundstücke in der vorgesehenen Seefläche durch den Staat. Im Überflutungsgebiet lag unter anderem auch das im Kanton Freiburg seit dem 17. Jahrhundert beliebte Bad Bonn bei Düdingen. An den Namen des im See versunkenen Kurbads erinnert der neue Konzertort «Bad Bonn» bei Düdingen. Als für die Kantonsstrasse Murten–Düdingen der neue Weg über die Staumauer eingerichtet war, verlor die Strasse durch das Tal zur alten Saanebrücke ihre Funktion; die Brücke diente der Schweizer Armee noch als Objekt für eine Sprengübung.
Der Grundstein für den Bau der Staumauer Schiffenen wurde im Jahre 1959 gelegt, und der Bau konnte beginnen. 1963 war die Staumauer fertiggestellt, und am 18. September 1964 nahmen die FEW das Kraftwerk in Betrieb.
Das Kraftwerk Schiffenen ist über Freileitungen mit dem Verteilnetz von Groupe E und den Unterwerken von Swissgrid bei Galmiz und Kerzers verbunden.

## Geografie
Die Staumauer ist 47 m hoch und hat eine Kronenlänge von 417 m sowie ein Volumen von 185 000 m³. Das Wasser fliesst durch zwei Einlasstürme im See zu den Kaplanturbinen im Kraftwerk. Die Anlage steht auf den Gemeindegebieten von Düdingen und Kleinbösingen. Das Stauvolumen des fast 13 Kilometer langen Sees beträgt 65 Millionen m³. An der Seefläche mit 4,25 Quadratkilometern haben neben Düdingen und Kleinbösingen auch die Gemeinden Gurmels, Courtepin, La Sonnaz, Granges-Paccot und Freiburg Anteil.

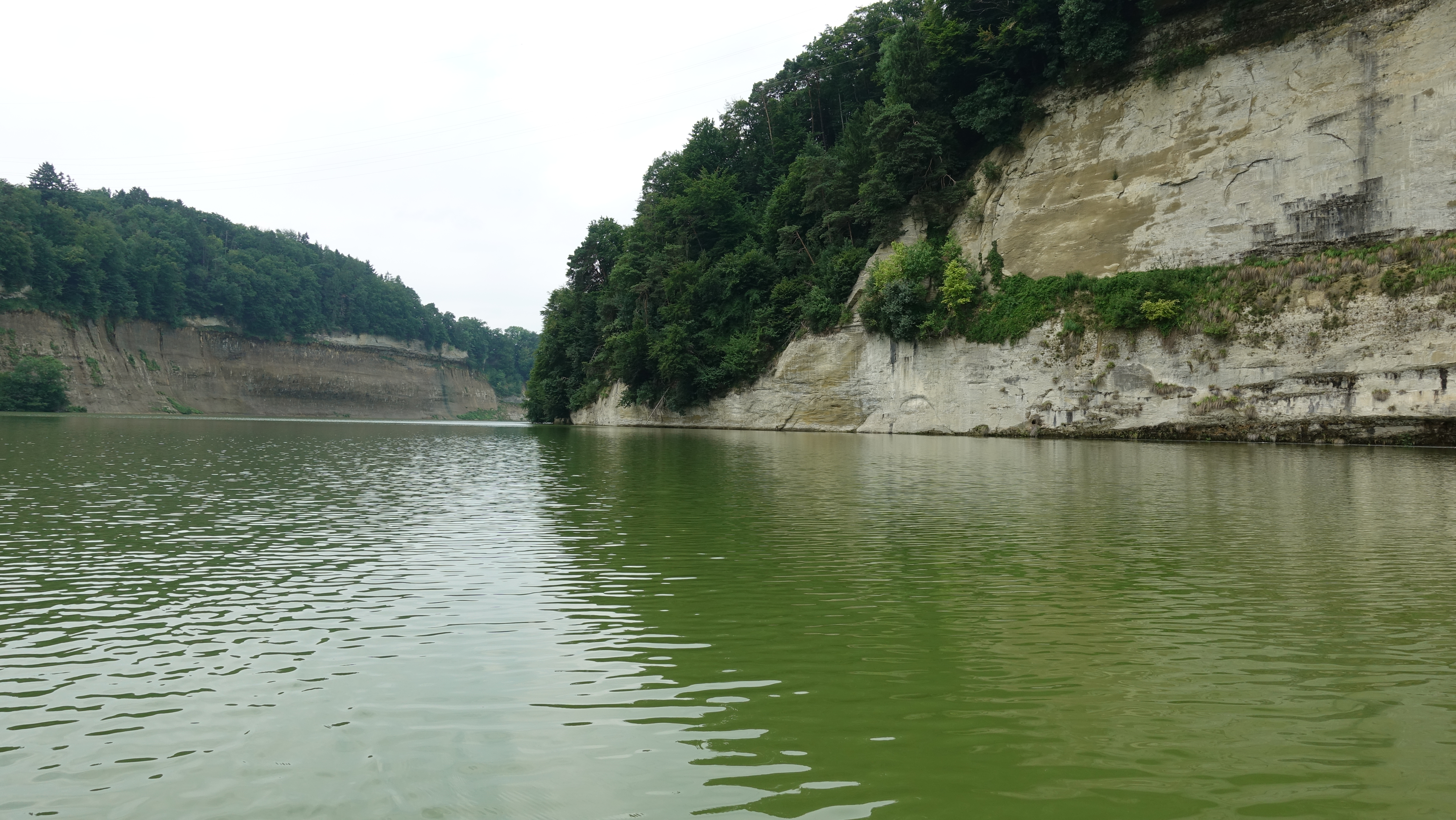
Sandsteinfelsen am Schiffenensee

Das ehemalige Flusstal der Saane, in dem sich jetzt der Stausee befindet, bildete einen durchschnittlich etwa fünfzig Meter tiefen Graben mit steilen Flanken im anstehenden Molassefelsen. Über dem Wasserspiegel des Sees sind die Felswände an zahlreichen Stellen noch zu sehen. Bei Düdingen sind in die hohe Fluh beim Magdalenaholz die Räume der ehemaligen Einsiedelei Sankt Magdalena eingehauen. Der etwa 300 bis 600 Meter breite Talboden im Saanegraben war eine typische, von Flussmäandern, Kiesflächen, Altläufen und Auwäldern geprägte Naturlandschaft mit einigen Wiesenflächen auf höheren Schotterterrassen. Nur bei Pensier weitete sich das Tal mit sanft ansteigenden Flanken statt unzugänglichen Felswänden auf beiden Seiten. Die Auenbereiche trugen Flur- und Ortsnamen wie Petit Windig, Bois de Grandfey (deutsch: «Grandfeywald»), Saanematten, Aux Auges, Staad (ein Weiler zwischen Düdingen und Courtepin), Saanematt, Les Balmets, Brühl, Île des Lapins, Au und Gemeine Au. Im Gebiet der «Gemeinen Au» steht heute der Staudamm.
Im Bereich des Stausees münden mehrere Nebengewässer in die Saane. Die grössten davon sind der Ruisseau du Lavapesson, die Sonnaz, der Ruisseau de la Crausa, der Merdasson und der Düdingerbach. Der Räschbach fliesst aus dem ausgedehnten, geschützten Feuchtgebiet der Düdinger Möser in den See.
Der Schiffenensee bietet für zahlreiche Fischarten wie den Flussbarsch, den Zander und den Hecht und für Wasservögel und Insekten einen Lebensraum.

## Namengebung
Für die Bezeichnung des neuen Sees waren zahlreiche Vorschläge im Gespräch. Die definitive Benennung durch den Freiburger Staatsrat erfolgte 1964 nach einem Gutachten des Freiburger Germanistik-Professors Eduard Studer. Der Name des Sees bezieht sich auf den Ortsnamen «Schiffenen» eines Dorfes in der Nähe der Staumauer. Dieser Name ist mit der ältesten Version in einer Urkunde von 1294 als Syuvenno überliefert; Wulf Müller führt ihn auf einen ursprünglich romanischen Gewässernamen zurück.
Im Gebiet des Sees treffen der deutsche Sprachraum mit dem Senslerdeutschen in Düdingen und Gurmels und das Sprachgebiet des Französischen bzw. ehemals der frankoprovenzalischen Sprache in Courtepin, Granges-Paccot und Fribourg aufeinander. Eine Sprachgrenze im Saanetal lag im Frühmittelalter zwischen dem alemannischen und dem burgundischen Siedlungsgebiet. Während der Ortsname «Düdingen» auf eine frühe alemannische Form Tudingun zurückgeht, haben «Courtepin» und «Gurmels» (französisch Cormondes) romanische Wurzeln.

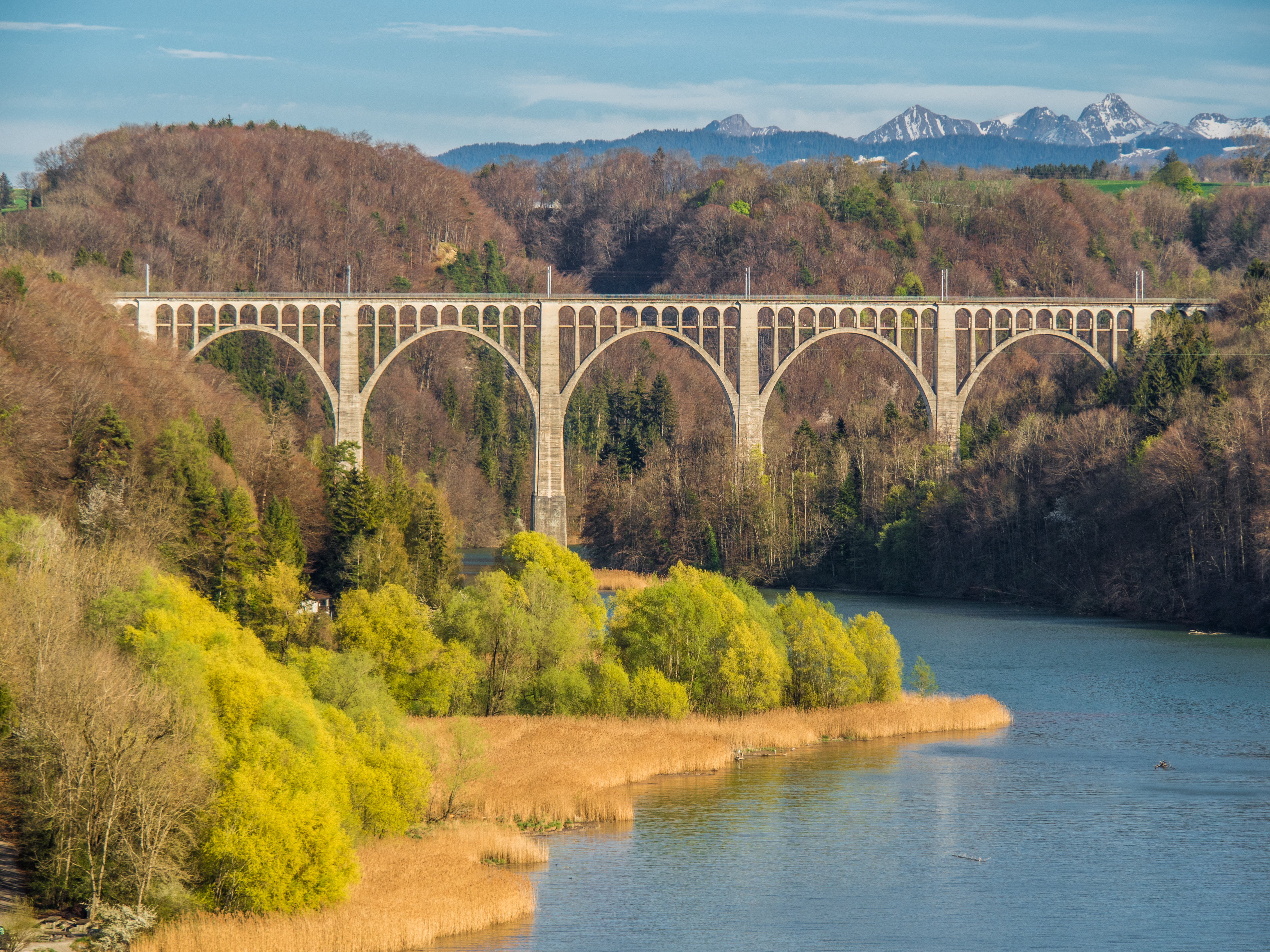
Grandfey-Viadukt

## Verkehr
Über die Krone des Staudamms (534 m ü. M.) verläuft die Hauptstrasse 177, die von Murten über Düdingen zum Schwarzsee führt. Die Hauptstrasse 182 von Murten nach Freiburg führt bei Pensier nahe am Westufer des Sees vorbei.
Bei Granges-Paccot überquert die Autobahn A12 den Stausee. Einen Kilometer südöstlich befinden sich am oberen Ende des Sees das Grandfey-Viadukt, eine Eisenbahnbrücke, die Poyabrücke und die Brücke der Route des Neigles in Freiburg.
Beim Campingplatz Schiffenen liegt eine Anlegestelle, von der aus Fahrten kleiner Boote auf dem Schiffenensee möglich sind.

## Naturschutz
Der Flussabschnitt der Saane unterhalb des Kraftwerks wurde bis zur Mündung in die Aare im Kanton Bern als Kanal mit einem gleichmässigen Profil angelegt. Der Kraftwerksbetrieb stört mit dem Sunk-Schwall-Regime die Kleintierfauna in diesem Flussbereich und bis in das Naturschutzgebiet «Stausee Niederried» hinunter erheblich. Der Kanton Freiburg erliess für den Schiffenensee eine Sanierungsverfügung bezüglich der Durchflussschwankungen.
Unterhalb der Staumauer liegt das national bedeutende Amphibienlaichgebiet «Saaneboden».
Der Kanton Freiburg erklärte den grössten Teil des Kulturlands auf der rechten, östlichen Seite des Sees zum Landschaftsschutzgebiet.

## Bilder

Staumauer und Unterwasserkanal (1964)
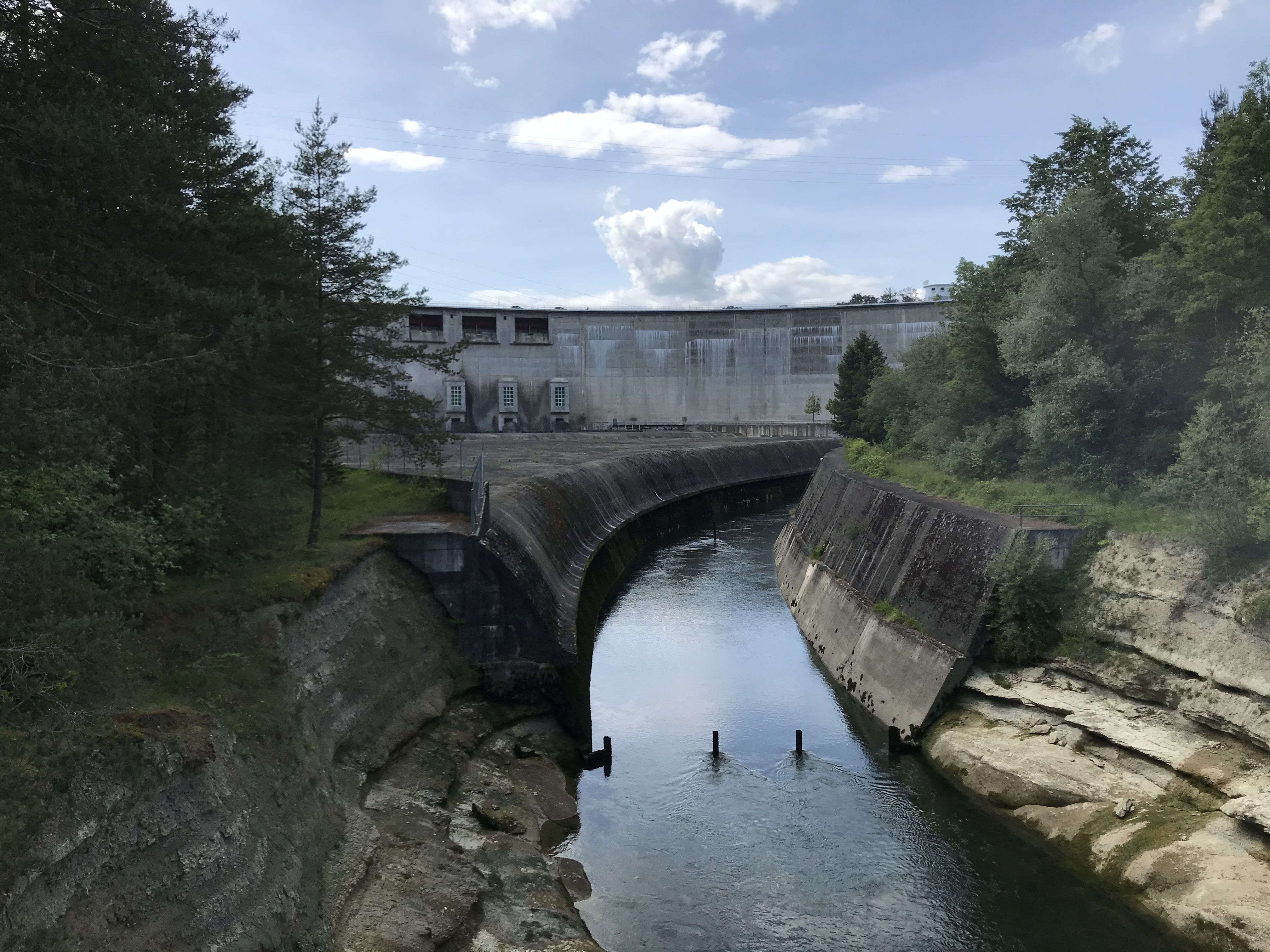
Staumauer Schiffenen bei Niedrigwasser; nur Dotierturbine in Betrieb; etwa 5 m³/s
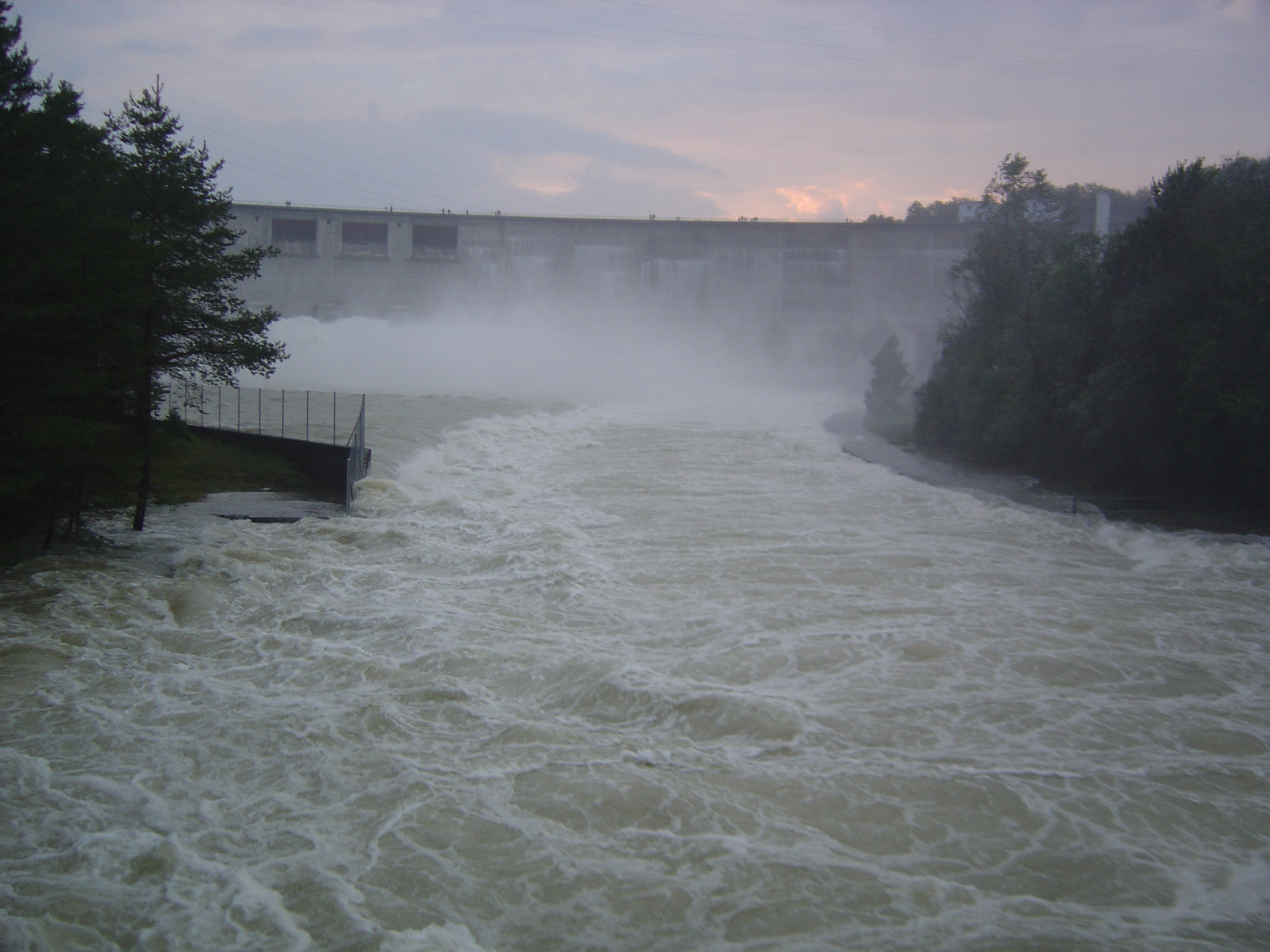
Staumauer Schiffenen mit Jahrhunderthochwasser (2005); um die 700 m³/s
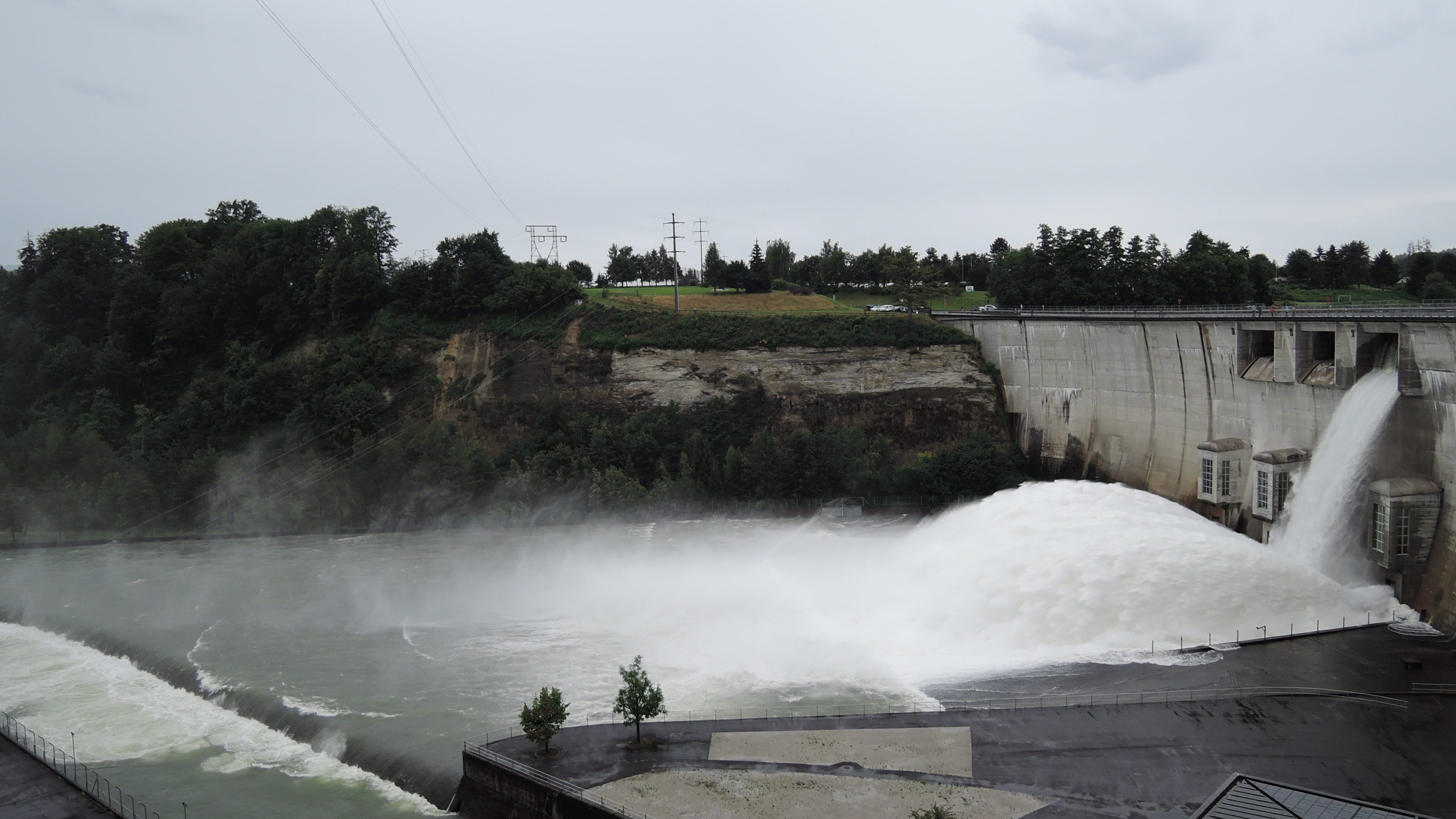
Hochwasserentlastung Staumauer Schiffenen; rund 570 m³/s
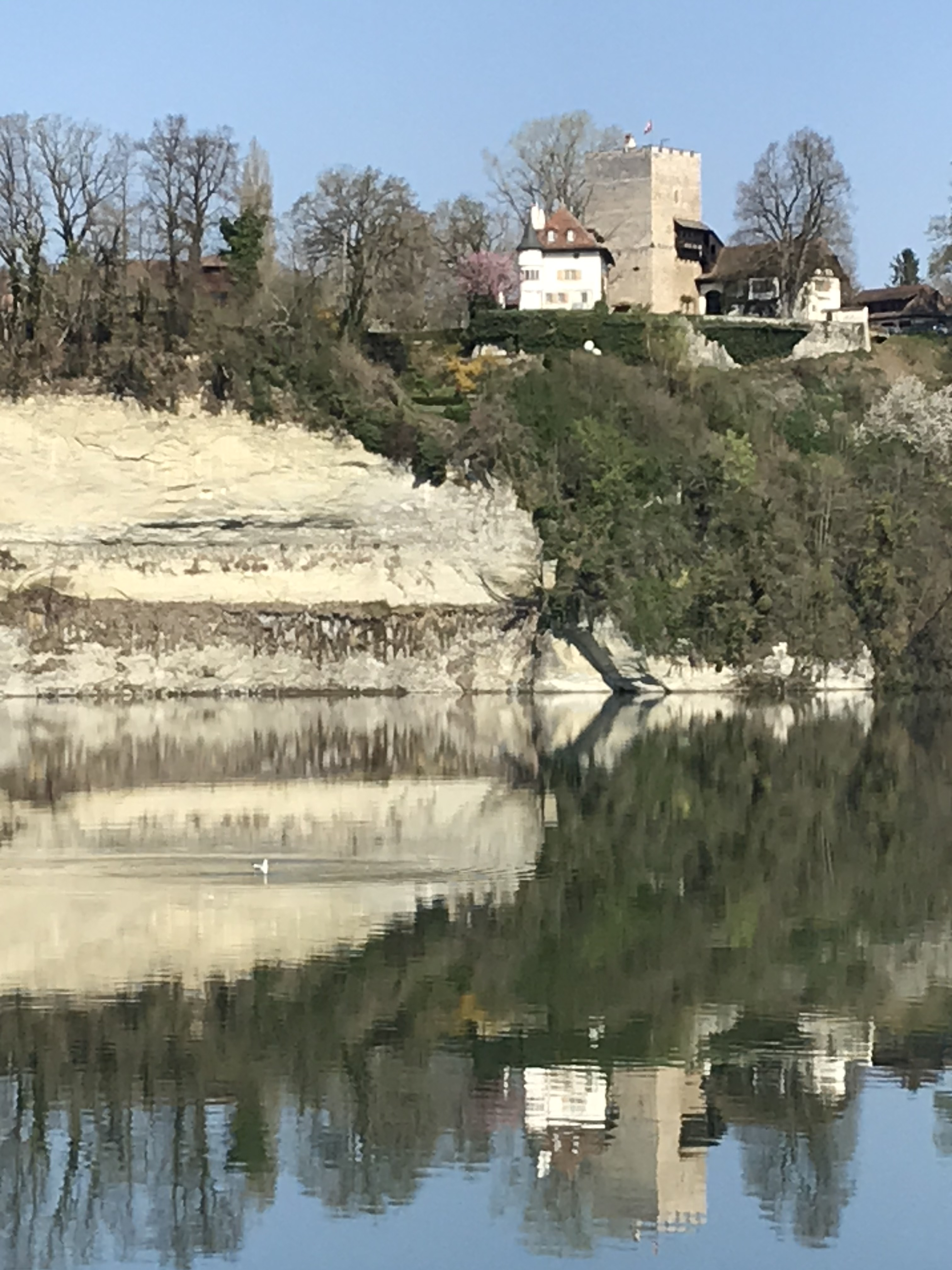
Burg Petit-Vidy